# 문경 토끼비리
문경 토끼비리(聞慶 토끼비리)는 대한민국 경상북도 문경시 마성면 신현리에 있는, 석현성 진남문에서 오정산과 영강으로 이어지는 산 경사면에 개설된 천도이다. 2007년 12월 17일 대한민국의 명승 제31호로 지정되었다.

## 개요
『문경 토끼비리』는 석현성 진남문에서 오정산과 영강으로 이어지는 산 경사면에 개설된 천도(遷道 : 하천변의 절벽을 파내고 건설한 길)로 영남대로 옛길 중 가장 험난한 길로 알려져 있으며, <신증동국여지승람>에 의하면 고려태조 왕건이 남쪽으로 진군 시 이곳에 이르러 길이 없어졌는데 마침 토끼가 벼랑을 따라 달아나면서 길을 열어주어 ‘토천(兎遷)’이라 부른데서 유래한다고 전한다.
‘비리’란 ‘벼루’의 사투리로 강이나 바닷가의 위험한 낭떠러지를 말하며, 이곳 토끼비리는 문경 가은에서 내려오는 영강이 문경새재에서 내려오는 조령천과 합류하는 곳에서부터 산간 협곡을 S자 모양으로 파고 흐르면서 동쪽 산지를 침식하여 만든 벼랑에 형성된 길이다. 돌벼랑을 사람이 다닐 수 있도록 파서 만든 구불구불한 길이 6, 7리 나있는데 겨우 한사람이 지나갈 수 있을 만큼 좁고 험하다.
토끼비리는 길에서 내려다보이는 영강과 절벽부, 맞은 편 마을이 어우러져 아름다운 조망 경관을 형성하고 있으며, 옛길의 중간중간에 주막거리와 성황당, 2그루의 당나무 등이 남아 있어 다양한 옛길 문화를 보여주고 있다.

## 지질
문경 토끼비리 일대의 지질은 평안 누층군 고방산층으로 구성되며 길바닥에서 노두를 관찰할 수 있다.
문경 토끼비리 일대의 평안 누층군 고방산층 노두
- 북위 36° 39′ 34.0″ 동경 128° 07′ 48.4″ / 북위 36.659444°  동경 128.130111°
- 북위 36° 39′ 34.1″ 동경 128° 07′ 48.4″ / 북위 36.659472°  동경 128.130111°
- 북위 36° 39′ 32.7″ 동경 128° 07′ 49.3″ / 북위 36.659083°  동경 128.130361°

## 참고 자료
- 문경 토끼비리 - 국가유산청 국가유산포털